# Pleurothallis sparsiflora
Pleurothallis sparsiflora är en orkidéart som beskrevs av Rudolf Schlechter. Pleurothallis sparsiflora ingår i släktet Pleurothallis och familjen orkidéer. Inga underarter finns listade i Catalogue of Life.